# James Dow (cầu thủ bóng đá)
James Frazer Dow (27 tháng 3 năm 1889 - 1972) là một cầu thủ bóng đá người Anh thi đấu ở vị trí hậu vệ cho Huddersfield Town và Carlisle United. Ông sinh ra ở Sunderland.